# Defterdar

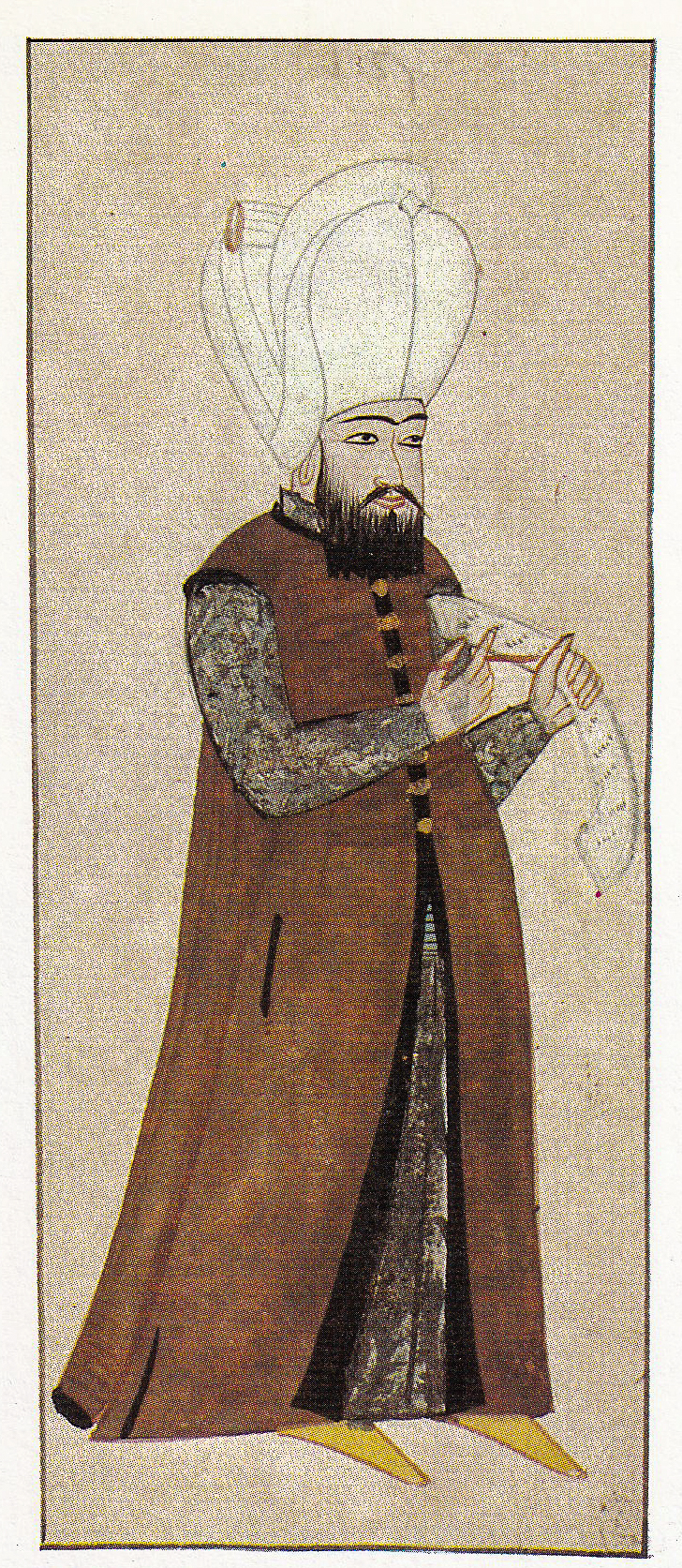
Peinture de Defterdar datant du 16eme siècle situé dans la bibliothèque nationale de Mariana à Venise

Defterdar, c'est-à-dire garde-rôle, est un grand officier chargé, en Turquie et en Perse, de tenir les rôles de la milice et des revenus de l'État. Ces rôles sont appelés defter. Comme les anciens surintendants des finances[Où ?], il dispose des revenus de l'empire et reçoit les comptes de tous les agents du fisc. Il siège au Divan.

## Source
Cet article comprend des extraits du Dictionnaire Bouillet. Il est possible de supprimer cette indication, si le texte reflète le savoir actuel sur ce thème, si les sources sont citées, s'il satisfait aux exigences linguistiques actuelles et s'il ne contient pas de propos qui vont à l'encontre des règles de neutralité de Wikipédia. Les informations données sont peut-être désormais erronées ou incorrectes : vous pouvez partager vos connaissances en améliorant ou en modifiant cet article.